# Coppa Italia 2024-2025 (pallamano femminile)
La Coppa Italia di pallamano 2024-2025 è stata la 34ª edizione della coppa nazionale di pallamano femminile.
La manifestazione si è tenuta dal 27 febbraio al 2 marzo 2025 alla Play Hall di Riccione per il secondo anno consecutivo.
A vincere la competizione è stato l'AC Life Style Erice, per la terza volta consecutiva, che ha battuto in finale la Jomi Salerno per 25-23.

## Formula
Il torneo si disputa con la formula delle Final Eight. Le otto squadre ammesse sono le prime otto classificate al termine del girone d'andata della Serie A1 2024-25.
La vincitrice della manifestazione si aggiudica un posto in EHF European Cup per la stagione successiva. Nel caso la vincitrice si sia già qualificata per qualsiasi coppa europea durante il campionato, la qualificazione viene assegnata alla finalista.

## Squadre partecipanti
Al termine del girone d'andata del campionato di Serie A1, sono state decretate le partecipanti:
- Prima classificata: AC Life Style Erice
- Seconda classificata: Jomi Salerno
- Terza classificata: Adattiva Pontinia
- Quarta classificata: Cassano Magnago
- Quinta classificata: Brixen Südtirol
- Sesta classificata: Casalgrande Padana
- Settima classificata: Securfox Ferrara
- Ottava classificata: Leno

## Risultati

### Tabellone
|  | Quarti di finale | Quarti di finale | Quarti di finale |                 |             | Semifinali  | Semifinali | Semifinali |  |  | Finale | Finale | Finale |  |
|  |                  |                  |                  |                 |             |             |            |            |  |  |        |        |        |  |
|  | 1                | Erice            | 38               |                 |             |             |            |            |  |  |        |        |        |  |
|  | 1                | Erice            | 38               |                 |             |             |            |            |  |  |        |        |        |  |
|  | 8                | Leno             | 12               |                 |             |             |            |            |  |  |        |        |        |  |
|  | 8                | Leno             | 12               |                 | Erice       | Erice       | 32         |            |  |  |        |        |        |  |
|  |                  |                  |                  |                 | Erice       | Erice       | 32         |            |  |  |        |        |        |  |
|  |                  |                  | Cassano Magnago  | Cassano Magnago | 19          |             |            |            |  |  |        |        |        |  |
|  | 4                | Cassano Magnago  | Cassano Magnago  | Cassano Magnago | 19          | 26          |            |            |  |  |        |        |        |  |
|  | 4                | Cassano Magnago  |                  |                 |             |             |            |            |  |  |        |        |        |  |
|  | 5                | Brixen Südtirol  | 20               |                 |             |             |            |            |  |  |        |        |        |  |
|  | 5                | Brixen Südtirol  | 20               |                 | Erice       | Erice       | 25         |            |  |  |        |        |        |  |
|  |                  |                  |                  |                 |             |             |            |            |  |  |        |        |        |  |
|  |                  |                  | PDO Salerno      | PDO Salerno     | 23          |             |            |            |  |  |        |        |        |  |
|  | 2                | PDO Salerno      | PDO Salerno      | PDO Salerno     | 23          | 23          |            |            |  |  |        |        |        |  |
|  | 2                | PDO Salerno      |                  |                 |             |             |            |            |  |  |        |        |        |  |
|  | 7                | Ariosto Ferrara  | 21               |                 |             |             |            |            |  |  |        |        |        |  |
|  | 7                | Ariosto Ferrara  | 21               |                 | PDO Salerno | PDO Salerno | 33         |            |  |  |        |        |        |  |
|  |                  |                  |                  |                 | PDO Salerno | PDO Salerno | 33         |            |  |  |        |        |        |  |
|  |                  |                  | Pontinia         | Pontinia        | 23          |             |            |            |  |  |        |        |        |  |
|  | 3                | Pontinia         | Pontinia         | Pontinia        | 23          | 32          |            |            |  |  |        |        |        |  |
|  | 3                | Pontinia         |                  |                 |             |             |            |            |  |  |        |        |        |  |
|  | 6                | Casalgrande      | 24               |                 |             |             |            |            |  |  |        |        |        |  |

### Quarti di finale
| Arbitri: | G. Fato L. Guarini (Fasano) |

|              |           |                             |
| Rossomando 5 | Marcatori | Gandulfo, Visentin Kerper 6 |

| Arbitri: | M. Carrino S. Pellegrino (Napoli) |

|               |           |                 |
| Dalle Crode 9 | Marcatori | Ben Adbdallah 5 |

| Arbitri: | C. Cardone L. Cardone (Napoli) |

|             |           |                 |
| Ghilardi 10 | Marcatori | Ghonim, Vegni 4 |

| Arbitri: | S. Prandi (Leno) S. Pipitone (Alcamo) |

|             |           |                  |
| Colloredo 8 | Marcatori | tre giocatrici 4 |

### Semifinali
| Arbitri: | M. Carrino S. Pellegrino (Napoli) |

|                |           |         |
| 4 giocatrici 5 | Marcatori | Gómez 7 |

| Arbitri: | S. Prandi (Leno) S. Pipitone (Alcamo) |

|          |           |                       |
| Cabral 6 | Marcatori | Cobianchi, Ghilardi 5 |

### Finale
| Arbitri: | C. Dionisi S. Maccarone (L'Aquila) |

|                                                                                |           | |
| Ateba Engadi 12 Dalle Crode 3 Eghianruwa 3 Cabral 2 Losio 2 Pessoa 2 Tarbuch 1 | Marcatori | Dalla Costa 7 Squizziato 4 Woller 4 Bujnočova 2 Mangone 2 Rossomando 2 Barreiro Guerra 1 Gislimberti 1 |